# Аднан Јанузај
Аднан Јанузај (фр. Adnan Januzaj; Брисел, 5. фебруар 1995) белгијски је фудбалер албанског порекла.

## Каријера
Аднанова породица је пореклом из Истока у Метохији, али је 1992. његов отац емигрирао у Брисел где је упознао његову мајку. Фудбал је почео да тренира у екипи Брисела а када му је било 10 година 2005. прешао је у Андерлехт. У марту 2011., када му је било 16 година, напустио је Андерлехт и прешао у Манчестер јунајтед.
Током сезоне 2012/13. Алекс Фергусон га је регистровао за први тим. Добио је дрес са броје 44, али није одиграо ни једну утакмицу те сезоне. У последњем колу, на гостовању Вест Бромвич албиону налазио се на клупи за резервне играче, али није добио прилику да дебитује. Изабран је те сезоне за најбољег играча резервног тима Манчестер јунајтеда. Током турнеје по Азији пред почетак сезоне 2013/14. био је стрелац на последњој утакмици ове турнеје против екипе Киче из Хонгконга. У пријатељској утакмици против Севиље, у којој су поражени 1-3, Јанузај је био асистент код јединог гола своје екипе.
За Јунајтед је у такмичарској утакмици дебитовао 11. августа 2013. против Вигана у Комјунити шилду. У игру је тада ушао уместо Робина ван Персија шест минута пре краја утакмице. У првенству је дебитовао 14. септембра против Кристал паласа (2-0) када је у игру ушао уместо Ешлија Јанга у 68. минуту. Први пут је био стартер на гостовању Сандерленду (2-1) 5. октобра 2013. Јанузај је тада био стрелац оба гола којима је направио преокрет и донео победу својој екипи.

## Репрезентација
Према постојећим правилима ФИФА Јанузај има могућност да одлучи за коју репрезентацију жели да наступа. Због места рођења и држављанства које има могао би да игра за Белгију за чије је млађе селкције већ играо. Поред Белгије могао би да се одлучи још и за Албанију због етничког порекла његових родитеља, Турску због деде и бабе по мајчиној страни, Србију или чак Републику Косово које има фудбалски савез али му репрезентација није призната од стране ФИФА тако да нема право играња такмичарских утакмица.
Селектор Белгије Марк Вилмотс је Јанузаја позвао 7. октобра 2013. за квалификационе утакмице са Велсом и Хрватском, али је он тај позив одбио уз образложење да још увек није одлучио за коју репрезентацију жели да наступа. Аднанов отац Абедин је изјавио да фудбалски савез Албаније обмањује јавност тврдњама да су позивали његовог сина у репрезентацију. Као реакцију на ову изјаву челници фудбалског савеза Албаније су одмах сутрадан сазвали конференцију за штампу и поновили жељу да Јанузај игра за њихову репрезентацију.
У октобру 2013. селектор Енглеске Рој Хоџсон је изјавио да прати Јанузајеве игре и да би он у будућности мога да добије позив за репрезентацију Енглеске. И поред бројних натписа у штампи поводом те најаве, тако нешто не би било могуће, јер према постојећим правилима ФИФА, чак и да добије британски пасош Јанузај не би имао право наступа за репрезентацију Енглеске.
Јанузај је на крају одлучио да наступи за земљу у којој је рођен, Белгију.

## Највећи успеси

### Манчестер јунајтед
- Комјунити шилд (1) : 2013.

### Реал Сосиједад
- Куп Шпаније (1) : 2019/20.[14][15]

## Статистика каријере

### Репрезентативна
Статистика до 6. септембра 2019.
| Белгија | Белгија | Белгија |
| Год.    | Наступи | Голови  |
| ------- | ------- | ------- |
| 2014    | 6       | 0       |
| 2018    | 4       | 1       |
| 2019    | 2       | 0       |
| Укупно  | 12      | 1       |